# PZL.37 Łoś
PZL.37 Łoś - bombardier, utilizat la începutul celui de-al Doilea Război Mondial. Pe atunci, singurul dintre avioanele poloneze care se conforma standardelor de aviație.

## Caracteristici
- Echipaj: 4
- Lungime: 12,92 m
- Anvergură: 17,93 m
- Înălțime: 5,10 m
- Greutate proprie: 4.280 kg
- Greutate cu încărcătură maximă: 9.105 kg
- Putere motor:  2 × Bristol Pegasus XX  radial engines, 723 kW (970 hp) each

### Performanțe
- Viteză maximă: 412 km/h la altitudinea de 2800 m cu 1995 kg de bombe
- Rază de acțiune: 2600 km
- Altitudine maximă: 7000 m

### Armament
3 x 7.92 mm observer's machine gun: 1 in the nose, 1 in the rear upper station, 1 in underbelly station
Up to 2,580 kg (5,690 lb) of bombs (18 x 110 kg + 2 x 300 kg). Basic load 20 x 110 kg = 2,200 kg (4850 lb). Bomb load while operating from unprepared fields 880–1320 kg (1,940–2,910 lb) (8, 10 or 12 x 110 kg)

## Utilizatori

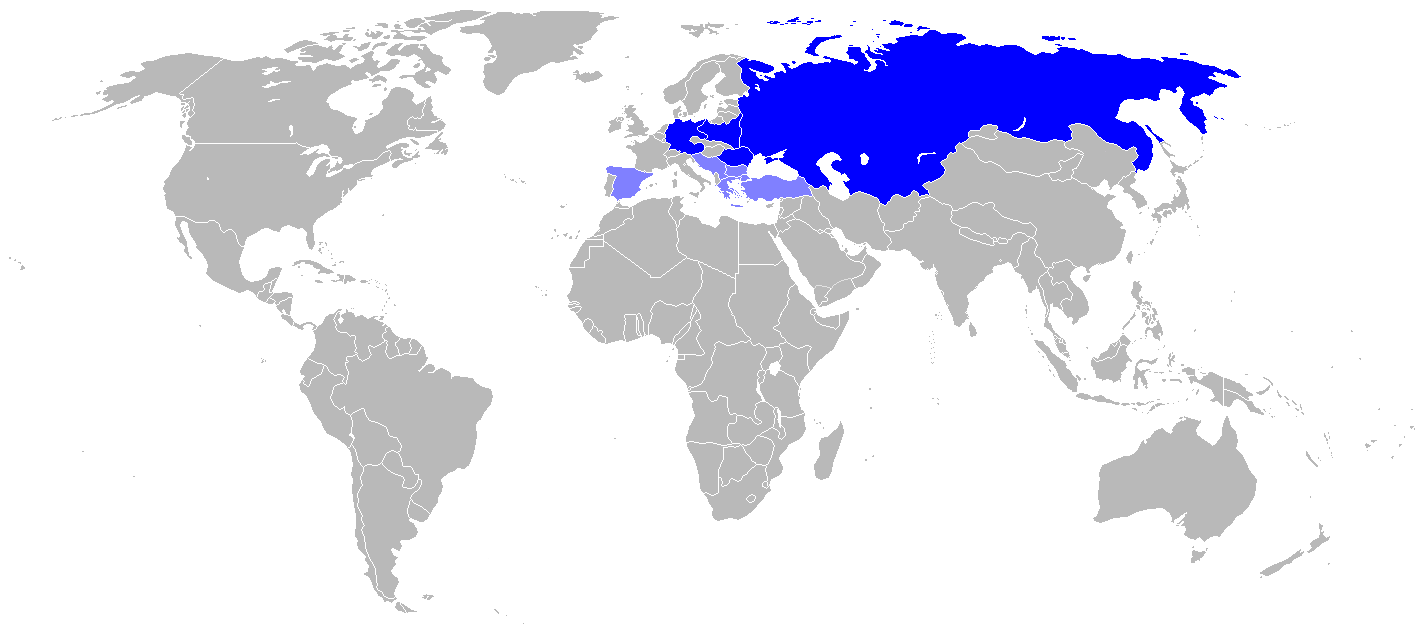
Harta care prezintă țările care au folosit PZL.37 (albastru) și țările care au comandat avionul, dar nu au primit livrările din cauza izbucnirii războiului (albastru deschis).

Germania
 Polonia
 România
 Uniunea Sovietică
Planificate, dar nelivrate:
 Belgia
 Bulgaria
 Grecia
 Spania
 Turcia
 Iugoslavia